# 先鋒廟
22°12′23″N 113°32′44″E / 22.2064604°N 113.5454978°E
先鋒廟，位於澳門連勝巷，昔日望廈村外圍，稱「蘆兜城」的地方。供奉先鋒將軍及東海龍王，也紀念關閘分兵駐守作為先鋒。

## 歷史
根據邢榮發的研究指出，其位置曾是清兵駐軍的地方，1808年英軍入侵澳門，清朝派兵到澳門趕走英國人後在望廈駐軍約20人，直至1849年澳葡總督亞馬留驅逐中國官員時才撤走，後來村民於1861年在昔日駐軍位置建成先鋒廟。
另外該廟也是一座祭祀孤魂野鬼的廟宇，因為昔日海上受難者，死後變成孤魂野鬼，聚集在一處叫三沙的地方（今青洲大馬路中段），村民為此在先鋒廟祭拜亡魂。過去農曆七月都會舉行七月托孤的活動，把紙錢、肉、米丟入海中「施孤鬼」，派肉米「施善福」，至1940年代才停辦。

## 文物和活動
廟內有一口銅鐘，有「清咸豐十一年」字樣，乃廟內最古的文物。山門上繪有《夜戰馬超》和《千里送嫂》的故事壁畫。
每年農曆六月初六為先鋒誕，廟方都有慶祝活動。